# 한카이 전기 궤도
한카이 전기 궤도(일본어: 阪堺電気軌道, 영어: Hankai Tramway Co., Ltd.)는 일본의 철도 회사이다. 오사카시에서 사카이시를 잇는 2개 노면전차 노선을 운행한다. 난카이 전기 철도의 자회사이다. 본사는 오사카부 오사카시 스미요시구에 있다.
한카이 전차(阪堺電車), 한카이 전궤(阪堺電軌)가 통칭이며, 현지 주민들은 진텐(チン電)이라고 부르기도 한다. 또한 한카이 전철은 전쟁 시절 있던 다른 노선으로, 해당 기업과는 관계가 없다.

## 노선
현재 노선
- 한카이 선
- 우에마치 선

폐지 노선